# Paracolladonus insculptus
Paracolladonus insculptus är en insektsart som beskrevs av Delong 1946. Paracolladonus insculptus ingår i släktet Paracolladonus och familjen dvärgstritar. Inga underarter finns listade i Catalogue of Life.